# Alain Nef
Alain Nef (ur. 6 lutego 1982 w Wädenswil) – szwajcarski piłkarz występujący na pozycji obrońcy. Obecnie jest zawodnikiem FC Zürich.

## Kariera klubowa
Nef karierę rozpoczynał jako junior w 1989 roku w klubie FC Wädenswil. W 1998 roku przeszedł do juniorskiej ekipy drużyny FC Zürich. W 2001 roku został włączony do jego pierwszej drużyny. W szwajcarskiej ekstraklasie zadebiutował 1 grudnia 2001 w zremisowanym 1:1 meczu z FC Luzern. 26 marca 2003 w przegranym 1:2 spotkaniu z Servette FC strzelił pierwszego gola w trakcie gry w ekstraklasie Szwajcarii. W 2005 roku zdobył z zespołem Puchar Szwajcarii, a rok później mistrzostwo Szwajcarii.
Latem 2006 roku odszedł do włoskiej Piacenzy Calcio, grającej w Serie B. W tych rozgrywkach pierwszy mecz zaliczył 9 września 2006 w przegranym 0:2 pojedynku z Brescią Calcio. W Piacenzy Nef spędził dwa sezony.
W 2008 roku podpisał kontrakt z pierwszoligowym Udinese Calcio. W Serie A zadebiutował 30 sierpnia 2008 w wygranym 3:1 spotkaniu z US Palermo. W styczniu 2009 Nef został wypożyczony do hiszpańskiego Recreativo Huelva. Po raz pierwszy w Primera División wystąpił 1 lutego 2009 w zremisowanym 1:1 meczu z Espanyolem. Latem 2009 roku na zasadzie wypożyczenia przeszedł do Triestiny Calcio, grającej w Serie B. Pod koniec sierpnia 2010 wypożyczono go do szwajcarskiego BSC Young Boys.

## Kariera reprezentacyjna
W reprezentacji Szwajcarii Nef zadebiutował 20 sierpnia 2008 w wygranym 4:1 towarzyskim meczu z Cyprem, w którym strzelił także gola.